# Blaesoxipha plinthopyga
Blaesoxipha plinthopyga är en tvåvingeart som först beskrevs av Christian Rudolph Wilhelm Wiedemann 1830.  Blaesoxipha plinthopyga ingår i släktet Blaesoxipha och familjen köttflugor. Inga underarter finns listade i Catalogue of Life.